# Championnat de Belgique masculin de handball de deuxième division 2008-2009
Navigation
Division 1 2007-2008 Division 2 2009-2010
La saison 2008-2009 du Championnat de Belgique masculin de handball de deuxième division, alors appelé Division 1, est la 46e saison de la deuxième plus haute division masculine de handball en Belgique.
Cette édition est remportée par le HKW Waasmunster qui retrouve l'élite 9 ans après l'avoir quitté. Les waaslandiens montent en compagnie du KTSV Eupen 1889 qui profitent de la disparition du HCA Lommel, pensionnaire de Division d'Honneur. En plus de Lommel, le handball belge voit aussi le VOO HC Herstal disparaitre. Ces deux disparitions ont un impact direct sur la manière de répartir les équipes et sur la compétition. Ainsi, quatre équipes quittent la Division 1, puisqu'en plus des deux montants et de la disparition de Herstal, Wilrijk dernier est le seul relégué en Division 2. Ces formations seront remplacées la saison suivante par le HC Visé BM, relégué de Division d'Honneur, et par trois montants de Division 2, l'Apolloon Kortrijk, le HV Arena Hechtel et l'Olse Merksem HC.

## Participants
| Club                    | Matricule | Classement 2007-2008     | Localisation         | Entraîneur | Salle                             |
| ----------------------- | --------- | ------------------------ | -------------------- | ---------- | --------------------------------- |
| Union beynoise          | 3         | 10e de DH                | Beyne-Heusay         | ?          | Hall Omnisports Edmond Rigo       |
| HC DB Gent              | 182       | 2e                       | Gand                 | ?          | ?                                 |
| KTSV Eupen 1889         | 5         | 4e                       | Eupen                | ?          | Sportzentrum d'Eupen              |
| HBC Izegem              | 301       | 5e                       | Izegem               | ?          | ?                                 |
| Jeunesse Jemeppe        | 66        | 6e                       | Seraing              | ?          | Hall omnisports des Bois de Monts |
| Kreasa HB Houthalen     | 154       | 7e                       | Houthalen-Helchteren | ?          | Sporthal Lakerveld                |
| STHV Juventus Melveren  | 303       | 8e                       | Saint-Trond          | ?          | ?                                 |
| HKW Waasmunster         | 357       | 9e                       | Waasmunster          | ?          | ?                                 |
| VOO HC Herstal          | 58        | 10e                      | Herstal              | ?          | ?                                 |
| HV Uilenspiegel Wilrijk | 14        | 11e                      | Anvers               | ?          |                                   |
| EHC Tournai             | 176       | 1er de D2                | Tournai              | ?          |                                   |
| Elita Lebbeke           | 176       | 2e de D2 2e des barrages | Lebbeke              | ?          |                                   |

### Localisation
| \| Jemeppe K.Houthalen U.Beynoise Eupen Uilenspiegel Waasmunster Lebbeke Melveren EHC Tournai Gand HC Herstal Izegem \| Localisation des clubs engagés dans le championnat |
| Jemeppe K.Houthalen U.Beynoise Eupen Uilenspiegel Waasmunster Lebbeke Melveren EHC Tournai Gand HC Herstal Izegem                                                          |

| # | Province                        | Nombre | Équipe(s)                                                         |
| - | ------------------------------- | ------ | ----------------------------------------------------------------- |
| 1 | Province de Liège               | 4      | Jeunesse Jemeppe, VOO HC Herstal, Union beynoise, KTSV Eupen 1889 |
| 2 | Province de Flandre-Orientale   | 3      | HKW Waasmunster, Elita Lebbeke, HC DB Gent                        |
| 3 | Province de Limbourg            | 2      | Kreasa HB Houthalen, STHV Juventus Melveren                       |
| 4 | Province d'Anvers               | 1      | HV Uilenspiegel Wilrijk                                           |
| 4 | Province de Flandre-Occidentale | 1      | HBC Izegem                                                        |
| 4 | Province de Hainaut             | 1      | EHC Tournai                                                       |

## Organisation du championnat
La saison régulière est disputée par 12 équipes jouant chacune l'une contre l'autre à deux reprises selon le principe des phases aller et retour. Une victoire rapporte 2 points, une égalité, 1 point et une défaite 0 point.
Après la saison régulière, l'équipe terminant première du championnat sera promue la saison suivante en Division d'Honneur et remplacera l'équipe ayant terminée dernière de la phase classique de Division d'Honneur. Son dauphin devra quant à lui disputer les barrages pour pouvoir prétendre à évoluer en Division d'Honneur la saison prochaine, ces barrages consiste en un nouveau championnat avec le septième, huitième et neuvième de la phase classique de la saison régulière de Division d'Honneur et donc le second de la Division 1. 
Pour ce qui des relégations, contrairement aux dernières éditions, seules la dernière équipe du classement est relégué en Division 2 (Division 3) et sera remplacé la saison prochaine par le premier montant de Division 2 de cette saison.

## Compétition

### Saison régulière

#### Classement
|    | Équipe                  | Pts | J  | G  | N | P  | Bp  | Bc  | Diff |
| -- | ----------------------- | --- | -- | -- | - | -- | --- | --- | ---- |
| 1  | HKW Waasmunster         | 35  | 22 | 16 | 3 | 3  | 600 | 493 | 107  |
| 2  | KTSV Eupen              | 32  | 22 | 15 | 2 | 4  | 672 | 550 | 122  |
| 3  | EHC Tournai             | 27  | 22 | 11 | 4 | 7  | 599 | 557 | 42   |
| 4  | HBC Izegem              | 26  | 22 | 11 | 3 | 8  | 620 | 589 | 31   |
| 5  | Union Beynoise          | 25  | 22 | 10 | 2 | 10 | 604 | 566 | 38   |
| 6  | STHV Juventus Melveren  | 22  | 22 | 10 | 1 | 11 | 499 | 512 | -13  |
| 7  | HC DB Gent              | 21  | 22 | 9  | 2 | 11 | 553 | 562 | -9   |
| 8  | Jeunesse Jemeppe        | 20  | 22 | 7  | 2 | 13 | 575 | 618 | -43  |
| 9  | Kreasa HB Houthalen     | 16  | 22 | 7  | 2 | 12 | 627 | 638 | -11  |
| 10 | VOO HC Herstal          | 16  | 22 | 7  | 2 | 13 | 529 | 602 | -73  |
| 11 | Elita Lebbeke           | 15  | 22 | 7  | 1 | 14 | 541 | 599 | -58  |
| 12 | HV Uilenspiegel Wilrijk | 9   | 22 | 4  | 1 | 17 | 525 | 658 | -133 |

|                 | Champion et montant en Division 1                |
|                 | montant en Division 1                            |
|                 | Relégué en Division 3                            |
| en augmentation | Promu 2008                                       |
| en diminution   | relégué de Division d'Honneur en début de saison |

### Matchs
| Résultats (dom.\ext.)                                      | UBE   | JEM   | TOU   | HER   | GEN   | KTSV  | IZE   | LEB   | MEL    | HOU   | WIL   | WAA   |
| Union beynoise                                             |       | 22-17 | 38-23 | 30-27 | 29-23 | 30-30 | 33-30 | 33-28 | 27-24  | 39-27 | 42-24 | 24-25 |
| Jeunesse Jemeppe                                           | 33-29 |       | 23-23 | 24-30 | 27-26 | 27-34 | 31-28 | 29-32 | 22-24  | 29-28 | 28-26 | 28-26 |
| EHC Tournai                                                | 28-25 | 31-27 |       | 36-16 | 28-26 | 27-26 | 28-29 | 20-23 | 24-22  | 29-35 | 38-28 | 23-23 |
| VOO HC Herstal                                             | 20-33 | 23-23 | 25-34 |       | 27-21 | 23-30 | 28-27 | 32-24 | 20-23  | 30-28 | 29-24 | 25-25 |
| HC DB Gent                                                 | 27-20 | 40-23 | 19-27 | 21-19 |       | 27-24 | 24-26 | 26-21 | 19-19  | 29-26 | 27-23 | 23-16 |
| KTSV Eupen 1889                                            | 31-20 | 35-27 | 25-24 | 34-16 | 31-25 |       | 27-22 | 29-26 | 38-24  | 35-25 | 33-15 | 32-26 |
| HBC Izegem                                                 | 28-28 | 34-30 | 24-24 | 33-24 | 33-19 | 29-27 |       | 27-24 | 291-19 | 34-34 | 24-24 | 27-31 |
| Elita Lebbeke                                              | 27-27 | 27-30 | 21-31 | 24-27 | 22-26 | 30-27 | 26-29 |       | 20-26  | 26-24 | 30-20 | 18-30 |
| STHV Juventus Melveren                                     | 10-0  | 24-26 | 23-20 | 27-23 | 31-26 | 22-22 | 23-27 | 19-23 |        | 26-25 | 23-22 | 15-22 |
| Kreasa HB Houthalen                                        | 28-29 | 28-33 | 29-32 | 24-22 | 27-28 | 31-39 | 28-27 | 26-20 | 33-26  |       | 43-28 | 19-26 |
| HV Uilenspiegel Wilrijk                                    | 21-20 | 21-19 | 20-35 | 29-24 | 39-32 | 23-36 | 24-35 | 27-28 | 26-29  | 22-30 |       | 20-30 |
| HKW Waasmunster                                            | 35-26 | 27-19 | 30-14 | 28-19 | 24-19 | 31-27 | 33-26 | 34-21 | 26-20  | 29-29 | 23-19 |       |
| - Victoire à domicile - Match nul - Victoire à l'extérieur |       |       |       |       |       |       |       |       |        |       |       |       |

### Champion
| Champion de Belgique masculin de handball de Division 1 2008-2009 Handbal Klub Waasland Waasmunster ? |

## Bilan

### Classement final
| Rang | Équipe                  |
| ---- | ----------------------- |
| 1er  | HK Waasmunster          |
| 2e   | KTSV Eupen 1889         |
| 3e   | EHC Tournai             |
| 4e   | HBC Izegem              |
| 5e   | Union beynoise          |
| 6e   | STHV Juventus Melveren  |
| 7e   | HC DB Gent              |
| 8e   | Jeunesse Jemeppe        |
| 9e   | Kreasa HB Houthalen     |
| 10e  | VOO HC Herstal          |
| 11e  | Elita Lebbeke           |
| 12e  | HV Uilenspiegel Wilrijk |

|                 | Qualifiés pour la Division d'Honneur |
|                 | Relégués en Division 2               |
| en augmentation | Promu de début de saison             |
| en diminution   | Relégué de début de saison           |

### Bilan de la saison
| Tableau d'honneur de la saison 2008-2009 |                                                    |                            |
| Compétition                              | Vainqueur                                          | Commentaire                |
| Championnat de Belgique                  | HK Waasmunster                                     | -                          |
| Promotions et relégations                |                                                    |                            |
| Promu de Division 2 (D3)                 | Apolloon Kortrijk HV Arena Hechtel Olse Merksem HC | 2e (D3) 3e (D3) 4e (D3)    |
| Relégation en Division 2 (D3)            | HV Uilenspiegel Wilrijk                            | 12e de la saison régulière |